# Communauté de communes Chamousset en Lyonnais
Die Communauté de communes Chamousset en Lyonnais ist ein ehemaliger französischer Gemeindeverband mit Rechtsform einer Communauté de communes im Département Rhône, dessen Verwaltungssitz sich in dem Ort Saint-Laurent-de-Chamousset befand. Sein Gebiet lag etwa 40 km westlich von Lyon und umfasste einen Teil der Monts du Lyonnais, eines Gebirgszugs, der die Täler von Rhone und Loire voneinander trennt. Der Namensteil Chamousset bezeichnet eine mittelalterliche Länderei der Grafen von Forez, die in Saint-Laurent das Château de Chamousset errichteten. Der Ende 1995 gegründete Gemeindeverband bestand aus 14 Gemeinden auf einer Fläche von 164,9 km2.

## Aufgaben
Zu den vorgeschriebenen Kompetenzen gehörten die Entwicklung und Förderung wirtschaftlicher Aktivitäten und des Tourismus sowie die Raumplanung auf Basis eines Schéma de Cohérence Territoriale. Der Gemeindeverband bestimmte die Wohnungsbaupolitik und betrieb die Abwasserentsorgung (teilweise), die Müllabfuhr und ‑entsorgung sowie die Straßenmeisterei. Zusätzlich baute und unterhielt der Verband Kultur- und Sporteinrichtungen und förderte Veranstaltungen in diesen Bereichen. Er war außerdem zuständig für den Ausbau der Telekommunikations- und Datenübertragungsnetze auf seinem Gebiet.

## Historische Entwicklung
Mit Wirkung vom 1. Januar 2017 fusionierte der Gemeindeverband mit der Communauté de communes des Hauts du Lyonnais und bildete so die Nachfolgeorganisation Communauté de communes des Monts du Lyonnais.

## Ehemalige Mitgliedsgemeinden
Folgende 14 Gemeinden gehörten der Communauté de communes Chamousset en Lyonnais an:
| Gemeinde                    | Einwohner 1. Januar 2022 | Fläche km² | Dichte Einw./km² | Code INSEE | Postleitzahl |
| --------------------------- | ------------------------ | ---------- | ---------------- | ---------- | ------------ |
| Brullioles                  | 823                      | 12,25      | 67               | 69030      | 69690        |
| Brussieu                    | 1.378                    | 6,74       | 204              | 69031      | 69690        |
| Chambost-Longessaigne       | 923                      | 15,44      | 60               | 69038      | 69770        |
| Haute-Rivoire               | 1.425                    | 20,29      | 70               | 69099      | 69610        |
| Les Halles                  | 481                      | 3,09       | 156              | 69098      | 69610        |
| Longessaigne                | 592                      | 11,92      | 50               | 69120      | 69770        |
| Montromant                  | 447                      | 10,99      | 41               | 69138      | 69610        |
| Montrottier                 | 1.393                    | 23,10      | 60               | 69139      | 69770        |
| Saint-Clément-les-Places    | 669                      | 12,42      | 54               | 69187      | 69930        |
| Sainte-Foy-l’Argentière     | 1.292                    | 1,54       | 839              | 69201      | 69610        |
| Saint-Genis-l’Argentière    | 986                      | 10,65      | 93               | 69203      | 69610        |
| Saint-Laurent-de-Chamousset | 1.950                    | 17,25      | 113              | 69220      | 69930        |
| Souzy                       | 767                      | 5,09       | 151              | 69178      | 69610        |
| Villechenève                | 908                      | 14,15      | 64               | 69263      | 69770        |